# Hogni
Hogni é um personagem da mitologia nórdica. É irmão de Cremilde e Gunnar. Com este último planeia o assassinato de Sigurd, que o irmão leva a cabo.